# Bratca
Bratca (maďarsky Barátka) je rumunská obec v župě Bihor. Žije zde přibližně 4 600 obyvatel. K obci administrativně patří i pět okolních vesnic.

## Části obce
- Bratca – 1 353 obyvatel
- Beznea – 1 341 obyvatel
- Damiș – 447 obyvatel
- Lorău – 432 obyvatel
- Ponoară – 567 obyvatel
- Valea Crișului – 414 obyvatel